# Mount Blue Sky
Mount Blue Sky (dawniej Mount Evans) – góra w Stanach Zjednoczonych w stanie Kolorado w hrabstwie Clear Creek. Znajduje się w paśmie Front Range. Jej wysokość wynosi 4348 m n.p.m. (lub 4337 m n.p.m.)

## Nazwa
Funkcjonująca do 2023 roku nazwa Mount Evans upamiętniała Johna Evansa, gubernatora Kolorado w latach 1862-65. Jest on przez historyków uważany za pośrednio odpowiedzialnego za masakrę nad Sand Creek, w wyniku której zginęło 230 Szejenów i Arapaho, głównie kobiet, dzieci i starców. Z tego powodu przez lata toczyła się dyskusja nad zmianą nazwy. Nowa nazwa, Mount Blue Sky, została zaaprobowana U.S. Board on Geographic Names 15 września 2023 roku ze skutkiem natychmiastowym.
W przeszłości była nazywana również Mount Rosalia, Mount Rosalie, Rosa Mountain i Evans Peak.